# Franz-Josef Ripke
Franz-Josef Ripke (* 11. Oktober 1954) ist ein ehemaliger deutscher Fußballspieler, welcher in der Saison 1975/76 am 9. März 1976 in Offenburg gegen Österreich ein Länderspiel in der deutschen Fußballnationalmannschaft der Amateure absolviert hat. Von 1976 bis 1981 hat der Offensivspieler in der Fußball-Oberliga Nord für die Vereine SV Werder Bremen Amateure und den SV Meppen insgesamt 129 Spiele absolviert und 23 Tore erzielt.

## Laufbahn
Der von Rot-Weiß Damme gekommene Angreifer Franz-Josef Ripke setzte sich in der Aufstiegsrunde 1976 mit seinen Mannschaftskameraden der Werder-Amateure gegen die Konkurrenten ASV Bergedorf 85, Hannover 96 Amateure und Rendsburger TSV durch und stieg zur Saison 1976/77 in die Oberliga Nord auf. An der Seite von Mitspielern wie Karl-Friedrich Wessel, Karl-Heinz Geils, Rolf Behrens, Dimitrios Daras, Jens Knop und Harald Snater war er in allen sechs Spielen in der Aufstiegsrunde im Einsatz gewesen und erzielte ein Tor. Der Werder-Angriff setzte sich zumeist aus Ripke, Behrens und Knop zusammen.
Unter dem damals für die Auswahl der Amateurnationalmannschaft verantwortlichen DFB-Trainer Jupp Derwall debütierte der Flügelstürmer vom SV Werder beim Länderspiel am 9. März 1976 in Offenburg gegen Österreich in der DFB-Auswahl der Amateure. Beim 1:0-Erfolg setzte sich der deutsche Angriff aus den Offensivkräften Rudolf Seliger, Hubert Schmitz, Walter Krause, Ewald Hammes und Ripke zusammen.
In seinem ersten Oberligajahr, 1976/77 absolvierte er bei den Werder-Amateuren alle 34 Ligaspiele und erzielte neun Tore. Der Aufsteiger, bei dem auch noch der Manager der Profiabteilung Rudi Assauer auf zwölf Ligaeinsätze kam, belegte den achten Platz. Im Wettbewerb um die deutsche Amateurmeisterschaft scheiterte Ripke mit den Werder Amateuren am späteren Finalisten SV Sandhausen. Er hatte in den vier Spielen gegen Tailfingen und Sandhausen zwei Tore erzielt.
Zur Saison 1977/78 schloss er sich dem SV Meppen an, erlebte aber unter Trainer Hermann Michel mit der Elf aus dem Emsland nach 30 Oberligaeinsätzen mit drei Toren, mit dem Erreichen des 17. Ranges den Abstieg. Umgehend gewann er mit Meppen 1978/79 die Meisterschaft in der Landesliga Niedersachsen und setzte sich mit seinen Mannschaftskameraden unter Trainer Hans-Dieter Schmidt in der Aufstiegsrunde gegen die Konkurrenten MTV Gifhorn, ASV Bergedorf 85 und den NTSV Strand 08 durch und kehrte nach einem Entscheidungsspiel in die Amateuroberliga Nord zurück. Ripke hatte in allen sieben Spielen mitgewirkt und ein Tor erzielt. In der Serie 1979/80 kam er im Länderpokal am 11. September 1979 in der NFV-Auswahl im Spiel gegen Bremen (1:0) zum Einsatz.
Nach der Saison 1980/81, Ripke hatte in 34 Spielen vier Tore an der Seite des Torjägers Gerhard Gerdes (19 Tore) und des vielfachen niedersächsischen Verbandsauswahlspielers Hubert Hüring erzielt und der SV hatte den vierten Rang belegt, kehrte er zur Saison 1981/82 zu seinem Heimatverein SV Rot-Weiß Damme zurück.
Insgesamt absolvierte Franz-Josef Ripke von 1976 bis 1981 für Bremen und Meppen 129 Oberligaspiele und erzielte 23 Tore. Zudem wurde er von 1973 bis 1975 insgesamt vier Mal in der Bundesliga für Werder Bremen eingesetzt. Unter Trainer Josef Piontek debütierte der Flügelstürmer am 10. November 1973 beim Heimspiel gegen Eintracht Frankfurt in der Fußball-Bundesliga. Bei der 1:2-Niederlage wurde er in der 78. Minute für Rechtsaußen Hans-Gerd Schildt neben Werner Weist und Werner Görts im Werder-Angriff eingewechselt. In der Abwehr waren in dieser Runde noch Rudi Assauer und Horst-Dieter Höttges im Einsatz.
Auch die Auftritte im DFB-Pokal gegen den 1. FC Nürnberg (0:3) am 7. August 1976 mit den Werder-Amateuren und am 26. August 1979 mit Meppen bei den Amateuren des 1. FC Kaiserslautern (1:3) waren sportliche Höhepunkte für Ripke in seiner Spielerkarriere.